# Eje óptico de un cristal
Un eje óptico de un cristal es una dirección en la que un rayo de luz transmitida no sufre birrefringencia (doble refracción). Un eje óptico es una dirección en lugar de una sola línea: todos los rayos que son paralelos a esa dirección exhiben la misma falta de birrefringencia.
Los cristales pueden tener un solo eje óptico, en cuyo caso son uniaxiales, o dos ejes ópticos diferentes, en cuyo caso son biaxiales. Los materiales no cristalinos generalmente no tienen birrefringencia y, por lo tanto, no tienen eje óptico. Un cristal uniaxial (por ejemplo, calcita, cuarzo) es isótropo dentro del plano ortogonal al eje óptico del cristal.

## Explicación
La estructura interna de los cristales (la estructura específica de la red cristalina y los átomos o moléculas específicos que la componen) hace que la velocidad de la luz en el material y, por lo tanto, el índice de refracción del material dependan tanto de la dirección de la luz como de la propagación y su polarización. La dependencia de la polarización provoca la birrefringencia, en la que dos polarizaciones perpendiculares se propagan a diferentes velocidades y se refractan en diferentes ángulos en el cristal. Esto hace que un rayo de luz se divida en un rayo ordinario y un rayo extraordinario, con polarizaciones ortogonales. Sin embargo, para la luz que se propaga a lo largo de un eje óptico, la velocidad no depende de la polarización, por lo que no hay birrefringencia aunque puede haber actividad óptica (una rotación del plano de polarización).
El índice de refracción del rayo ordinario es constante para cualquier dirección en el cristal. El índice de refracción del rayo extraordinario varía según su dirección.

## Directores de cristal líquido
El eje móvil de un cristal líquido se llama director. Es el promedio de espacio y tiempo de la orientación del eje molecular largo dentro de un elemento de material de pequeño volumen que demuestra una mesofase. La manipulación eléctrica del director permite las pantallas de cristal líquido.